# Mutter
A Mutter a Rammstein harmadik stúdióalbuma, egyben negyedik nagylemeze. A megjelenés napját a csapat tagjai „Anyák napjá”-nak nevezik[forrás?] (a lemez címének jelentése németül anya), miközben a hivatalos anyák napja májusban van.

## Számok
| 1.    | Mein Herz brennt (A szívem ég) | 4:39 |
| 2.    | Links 2-3-4 (Bal két-há'-négy) | 3:36 |
| 3.    | Sonne (Nap)                    | 4:32 |
| 4.    | Ich will (Én akarok)           | 3:37 |
| 5.    | Feuer frei! (Tüzet nyiss!)     | 3:11 |
| 6.    | Mutter (Anya)                  | 4:32 |
| 7.    | Spieluhr (Zenélő doboz)        | 4:46 |
| 8.    | Zwitter (Hermafrodita)         | 4:17 |
| 9.    | Rein, raus (Be, ki)            | 3:09 |
| 10.   | Adios (Viszontlátásra)         | 3:49 |
| 11.   | Nebel (Köd)                    | 4:54 |
| 45:02 |                                |      |

## Bónusz dalok (kiadástól függően)
- Halleluja (3:45) - bónusz, rejtett dal a japán kiadáson
- Ich will, Links 2-3-4, Sonne, Spieluhr – koncertfelvételek